# Мабри, Марина
Марина Мабри (англ. Marina Mabrey; род. 14 сентября 1996 года, Белмар, штат Нью-Джерси, США) — американская профессиональная баскетболистка, которая выступает в женской национальной баскетбольной ассоциации за клуб «Коннектикут Сан». Была выбрана на драфте ВНБА 2019 года во втором раунде под общим девятнадцатым номером клубом «Лос-Анджелес Спаркс». Играет на позиции атакующего защитника.

## Ранние годы
Марина родилась 14 сентября 1996 года в боро Белмар, штат Нью-Джерси, в семье Роя и Патти Мабри, у неё есть два брата, Рой и Райан, и две сестры, Микаэла и Дара, училась немного южнее, в городке Манаскуан, в одноимённой средней школе, в которой выступала за местную баскетбольную команду.